# 6566 Shafter
6566 Shafter è un asteroide della fascia principale. Scoperto nel 1992, presenta un'orbita caratterizzata da un semiasse maggiore pari a 2,2769853 UA e da un'eccentricità di 0,1689981, inclinata di 3,94127° rispetto all'eclittica.
L'asteroide è dedicato allo statunitense Allen Shafter, professore di astronomia all'Università di San Diego.